# Schwacke-Liste
Die Schwacke-Liste, kurz auch einfach nur Schwacke, gibt den zustandsneutralen Restwert von gebrauchten Kraftfahrzeugen anhand des Fahrzeugtyps, des Baujahres, der Ausstattung und des Kilometerstandes auf dem deutschen Markt an. Sie wurde nach Hanns W. Schwacke benannt, dem ursprünglichen Herausgeber, der die erste Liste am 15. November 1957 veröffentlichte.
Die Schwacke-Liste wurde regelmäßig aktualisiert und galt bis 2019 als eine wichtige Arbeitsgrundlage für den gewerblichen und privaten Kfz-Handel. Sie war für verschiedene Fahrzeugarten erhältlich, vom Pkw über Motorräder bis hin zu Nutzfahrzeugen. Seit den 1990er Jahren wurden diese Angaben digital veröffentlicht – im Internet, als Datenlieferung oder in Form von Softwareapplikationen. Bis heute ist die Schwacke-Liste weiterhin relevant, allerdings ist sie seit Anfang 2020 für Privatpersonen nicht mehr einsehbar und hat dadurch ihre Bedeutung für den allgemeinen Markt eingebüßt.
Neben der klassischen Schwacke-Liste für Pkw gab es weitere Publikationen, mit denen sich die Restwerte von Geländewagen, Transportern, Zweirädern, Reisemobilen, Lkw, Anhängern, Booten ermitteln ließen. Die Datenbanken der Internet-Fahrzeugmärkte boten die Möglichkeit, den Wert eines Fahrzeugs auf Basis der Schwacke-Listen tagesaktuell zu ermitteln. Es wurden auch Spezial-Listen angeboten, etwa zur Ermittlung von Lackierungs- und Ersatzteilwerten oder mit Informationen zur Regel- und Differenzbesteuerung sowie die „Schwacke-Liste Nutzungsausfallentschädigung“.
Herausgeber der Schwacke-Liste war die Firma EurotaxSchwacke, eine Tochterfirma der EurotaxGlass’s-Gruppe mit Hauptsitz in der Schweiz. Entsprechende Listen für den Restwert von Gebrauchtfahrzeugen sind in Frankreich der Argus und in den USA das Kelley Blue Book.
Viele Banken verwendeten die Schwacke-Liste, um den maximalen Beleihungswert von sicherungsübereigneten Gebrauchtwagen zu ermitteln.

## Ähnliche Listen
- Die DAT-Liste wird seit 1987 von der Deutsche Automobil Treuhand herausgegeben und erfüllt eine ähnliche Funktion.